# ترمة

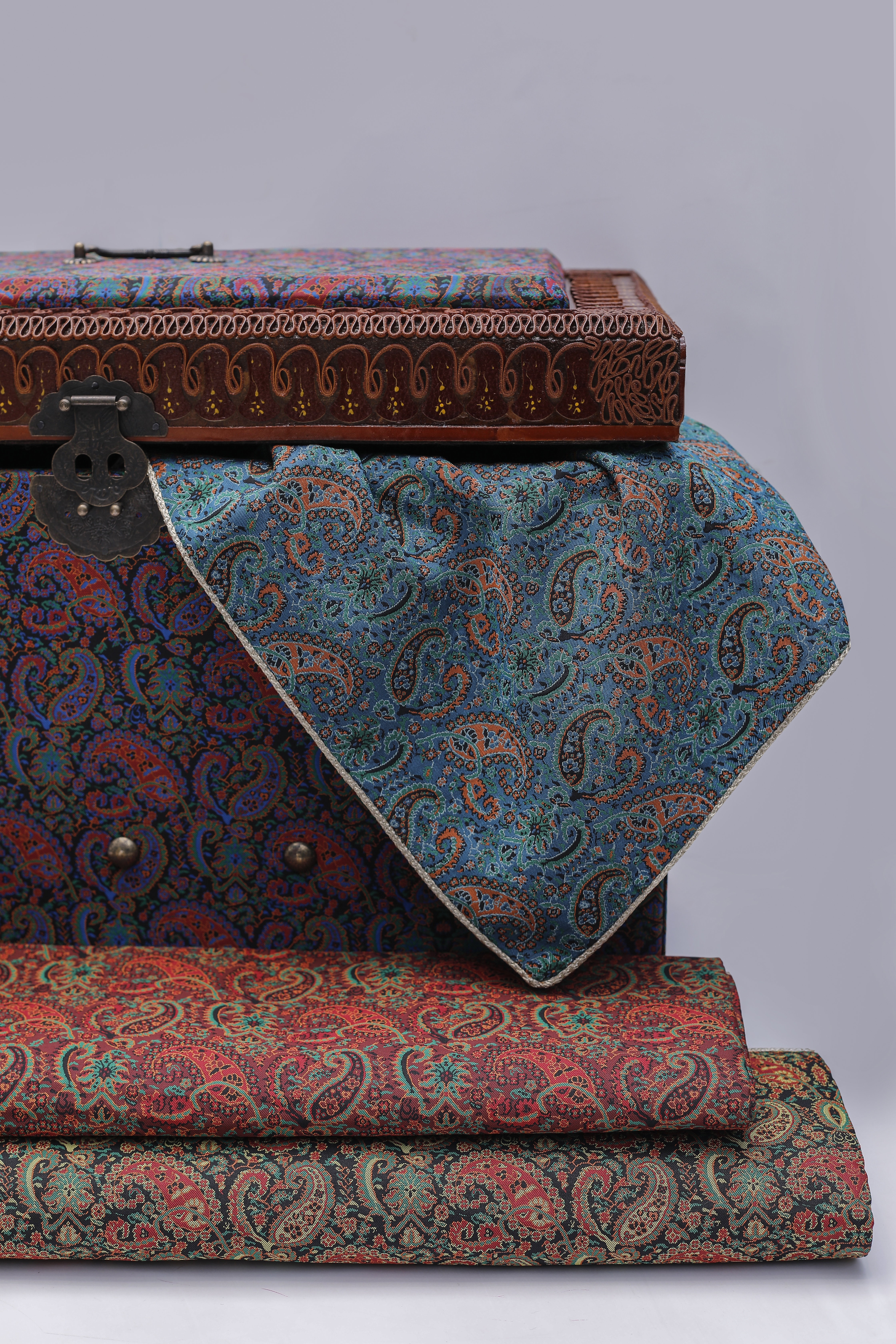
عدة عينات من الترمة بنقشة البيزلي

الترمة (بالفارسية : ترمه) هو نوع من الأقمشة القيمة والتقليدية، غالبًا ما يكون مصنوعًا من الحرير أو الكَشمير [الإنجليزية] أو الصوف، ويتميز بأنماط تقليدية معقدة. يُنتج هذا القماش في إيران وكشمير ويحظى بشعبية كبيرة بسبب تصميماته الدقيقة والمعقدة.
الأصل الدقيق للترمة غير مؤكد، والباحثون منقسمون حول ما إذا كان إنتاجها بدأ أولًا في إيران أو كشمير. بشكل عام، أُدخلَت التصاميم الإيرانية مثل البيزلي إلى الهند خلال العصر الصفوي وكان لها تأثير كبير على تصميم شالات الكشمير [الإنجليزية].
في إيران، بدأ إنتاج الترمة في البداية في كرمان ثم وصل إلى ذروته في يزد. في الماضي، كانت هذه الأقمشة تُستخدم من الزرادشتيين في يزد [الإنجليزية] في ملابس الزفاف وغيرها من الملابس التقليدية. منذ أوائل القرن التاسع عشر، أدت التحديات مثل الضرائب الباهظة ونقص المواد الخام إلى انخفاض إنتاج الترمة. ومع ذلك، في عهد القاجاريين، ظلت سلعة ثمينة وذات مكانة مرموقة.
كانت الترمة القديمة تصنع في أغلب الأحيان من الصوف المنسوج يدويًّا وتُصبغ بالأصباغ الطبيعية. كانت هذه الأقمشة سميكة نسبيًا، حيث اُستخدم العديد من الخيوط في نسجها. نُسجَت كل قطعة من الترمة في أقسام ضيقة ثم خياطتها بعناية من الحرفيين المهرة لتبدو وكأنها بدون درزات.
تشمل أنماط الترمة الشهيرة النقش البايسلي وأزهار شاه عباسي. كان لكل تصميم معنى خاص، ولعب دورًا هامًا في الثقافة والفنون الإيرانية. خلال العصر القاجاري، استُخدمت الترمة في ملابس الملوك ورجال الحاشية، بل وأُهديت للحكام الأجانب. بالإضافة إلى ذلك، اُستخدم هذا القماش لصنع القبعات، والأردية، والعباءات، وفساتين النساء.
مع ظهور أنوال الجاكار في سبعينيات القرن العشرين، تراجع إنتاج الترمة التقليدي تدريجيًا وتم استبداله بالإنتاج الآلي. اليوم، تُنتج الترمة المصنوعة آليًا في الغالب في يزد وتستخدم كنسيج ناعم لمختلف المنتجات مثل الستائر وسجاد الصلاة والأوشحة. وحتى الآن، يحتل هذا النسيج مكانة خاصة في المناسبات الهامة، بما في ذلك حفلات الزفاف والجنازات، ويعتبر جزءًا مهمًا من التراث الثقافي الإيراني.

## طالع أيضًا
- الحرف اليدوية الفارسية